# Bransat
 Bransat  là một xã ở tỉnh Allier thuộc miền trung nước Pháp.